# Dommartin-Lettrée
Dommartin-Lettrée é uma comuna francesa na região administrativa do Grande Leste, no departamento de Marne. Estende-se por uma área de 32.67 km², e possui 154 habitantes, segundo o censo de 2018, com uma densidade de 4.7 hab/km².